# المرسی، ولایت سکیکده
المرسی (به عربی: المرسى) یک شهرداری‌های الجزایر در الجزایر است که در ناحیه بن عزوز واقع شده‌است.